# Первомайский (Тверь)
Первома́йский — микрорайон в Пролетарском районе Твери. Находится в пределах набережной реки Тьмаки (с юга), улицы Строителей (с севера) и Первомайской рощи (с запада). Проект застройки разработан в 1968—1971 годах институтом «Калингражданпроект» (архитектор Г. М. Шилов) с учётом ландшафта по набережной Тьмаки и ориентации высотной застройки на бульвар Профсоюзов и улицу Кооперативную. Микрорайон застроен в 1972—1980 годах 5- и 9-этажными домами. Учреждения торговли и бытового обслуживания сосредоточены вдоль улицы Строителей.
18 ноября 2002 года между администрацией Твери и КТ «Социальная инициатива и Ко», являвшейся по сути строительной пирамидой, был подписан договор на застройку микрорайона Первомайский-2. На площади 17,5 га предполагалось построить 19 многоквартирных жилых домов этажностью от 10 до 14 этажей. Застройка начата в 2004 году. Первая очередь строительства предполагала постройку двух 10-этажных и одного 14-этажного домов. Крах «Социальной инициативы» привёл к появлению тысяч обманутых дольщиков в Твери и во всей стране. Строительство и сдача объектов 1-й очереди были завершены в 2011 году, что стало возможным благодаря новым условиям расселения.
Жилой массив «Первомайский» находится на месте исторического внутригородского посёлка «Красный текстильщик», построенного в 1924—1928 годах. Значительная часть деревянной застройки посёлка сохранилась до нынешнего времени.